# Augochlora transversalis
Augochlora transversalis is een vliesvleugelig insect uit de familie Halictidae. De wetenschappelijke naam van de soort is voor het eerst geldig gepubliceerd in 1924 door Sandhouse & Cockerell.